# Saint-Paul-de-Fenouillet (kanton)
Saint-Paul-de-Fenouillet var en fransk kanton indtil 2015 beliggende i departementet Pyrénées-Orientales i regionen Languedoc-Roussillon. Kantonen blev nedlagt i forbindelse med en reform, der reducerede antallet af kantoner i Frankrig. Alle kantonens kommuner indgår nu i den nye kanton La Vallée de l'Agly.
Saint-Paul-de-Fenouillet bestod i 2015 af 11 kommuner :
- Saint-Paul-de-Fenouillet (hovedby)
- Maury
- Caudiès-de-Fenouillèdes
- Ansignan
- Lesquerde
- Saint-Arnac
- Prugnanes
- Fenouillet
- Saint-Martin
- Fosse
- Vira